# Angus Beith
Angus Beith (22 februari 1996) is een Schots voetballer die als middenvelder uitkomt voor Heart of Midlothian FC.

## Carrière
Beith debuteerde op 20 augustus 2014 voor Hearts FC in de uitwedstrijd in de Scottish League Challenge Cup tegen Livingston FC. De wedstrijd werd met 4-1 verloren.